# Caulanthus flavescens
Caulanthus flavescens är en korsblommig växtart som först beskrevs av William Jackson Hooker, och fick sitt nu gällande namn av Edwin Blake Payson. Caulanthus flavescens ingår i släktet Caulanthus och familjen korsblommiga växter. Inga underarter finns listade i Catalogue of Life.